# بور تری‌کلرید
بور تری‌کلرید (به انگلیسی: Boron trichloride) با فرمول شیمیایی BCl3 یک ترکیب شیمیایی با شناسه پاب‌کم 25135 است. که جرم مولی آن 117.17 g/mol می‌باشد. شکل ظاهری این ترکیب، گاز بی‌رنگ دود در هوا است.